# Klaskawa
Klaskawa [pronunciación en polaco: /klasˈkava/] (en alemán: Klasken) es un pueblo ubicado en el distrito administrativo de Gmina Czersk, dentro del Condado de Chojnice, Voivodato de Pomerania, en Polonia del norte. Se encuentra aproximadamente a 6 kilómetros al sureste de Czersk, a 34 kilómetros al este de Chojnice, y a 77 kilómetros al suroeste de la capital regional Gdańsk.
El pueblo tiene una población de 148 habitantes.